# De Vecht (waterschap)
Waterschap De Vecht is een voormalig waterschap in de Nederlandse provincies Utrecht en Noord-Holland, ontstaan in 1977 en in 1992 opgegaan in het Hoogheemraadschap Amstel en Vecht.
Het waterschap De Vecht ontstond uit een fusie van de volgende waterschappen:
- Achttienhoven
- Bethune
- Breukelen Proosdij
- Dorssewaard
- Hoeker-Garsten
- Maarsseveen-Westbroek
- Maartensdijk
- Muyeveld
- Mijnden
- Nijenrode
- Breukelerwaard
- Holland, Sticht en Voorburg
- Het Honderd